# 西村慎太郎
西村 慎太郎（にしむら しんたろう、1974年12月15日 - ）は、日本の歴史学者。国文学研究資料館教授、NPO法人歴史資料継承機構代表理事。専門は日本近世史。地下官人について研究。

## 来歴
- 1981年 青梅市立第五小学校入学[要出典]
- 1987年 青梅市立西中学校入学[要出典]
- 1990年 東京都立昭和高校入学[要出典]
- 1995年 学習院大学文学部日本語日本文学科入学[要出典]
- 1996年 学習院大学文学部史学科転科[要出典]
- 1999年 学習院大学文学部史学科卒業[要出典]
- 2004年 学習院大学大学院人文科学研究科博士後期課程退学、学習院大学文学部史学科助手就任
- 2007年 学習院大学文学部史学科助手を退職、日本学術振興会特別研究員。
- 2010年 国文学研究資料館准教授。
- 2021年 国文学研究資料館教授。

## 著書
- 『近世朝廷社会と地下官人』吉川弘文館、2008年　オンデマンド版　2023年　ISBN　9784642734332
- 『宮中のシェフ、鶴をさばく 江戸時代の朝廷と庖丁道』吉川弘文館、2012年　オンデマンド版　2022年　ISBN　9784642757447